# Brunhilda
Brunhilda — рід горобцеподібних птахів родини астрильдових (Estrildidae). Представники цього роду мешкають в Африці на південь від Сахари. Раніше їх відносили до роду Астрильд (Estrilda), однак за результатами молекулярно-генетичного дослідження 2020 року вони були переведені до відновленого роду Brunhilda, названого на честь героїні германської міфології Брунгільди.

## Види
Виділяють два види:
- Астрильд рудогузий (Brunhilda charmosyna)[6]
- Астрильд чорнощокий (Brunhilda erythronotos)